# 16355 Buber
A 16355 Buber (ideiglenes jelöléssel 1975 UA1) a Naprendszer kisbolygóövében található aszteroida. Freimut Börngen fedezte fel 1975. október 29-én.
Nevét Martin Buber (1878 – 1965) izraeli-osztrák vallásfilozófus után kapta.